# دروژتس
دروژتس (به چکی: Družec) یک منطقهٔ مسکونی در جمهوری چک است که در شهرستان کلادنو واقع شده‌است. دروژتس ۹۳۹ نفر جمعیت دارد.